# X (videogioco)
X (エックス?, Ekkusu) è un videogioco sviluppato da Argonaut Software e pubblicato nel 1992 da Nintendo per Game Boy. È considerato il predecessore di Star Fox. Il videogioco ha ricevuto un seguito dal titolo 3D Space Tank per Nintendo DSi.